# Hårigt dvärgvete
Hårigt dvärgvete (Eremopyrum orientale) är en gräsart som först beskrevs av Carl von Linné, och fick sitt nu gällande namn av Hippolyte François Jaubert och Édouard Spach. Enligt Catalogue of Life ingår Hårigt dvärgvete i släktet dvärgveten och familjen gräs, men enligt Dyntaxa är tillhörigheten istället släktet dvärgveten och familjen gräs. Arten förekommer tillfälligt i Sverige, men reproducerar sig inte. Inga underarter finns listade i Catalogue of Life.